# 妻科神社
妻科神社（つましなじんじゃ）は、長野県長野市南長野にある神社。式内社で、旧社格は県社。善光寺三鎮守（善光寺三社）・善光寺七社の一社。

## 概要

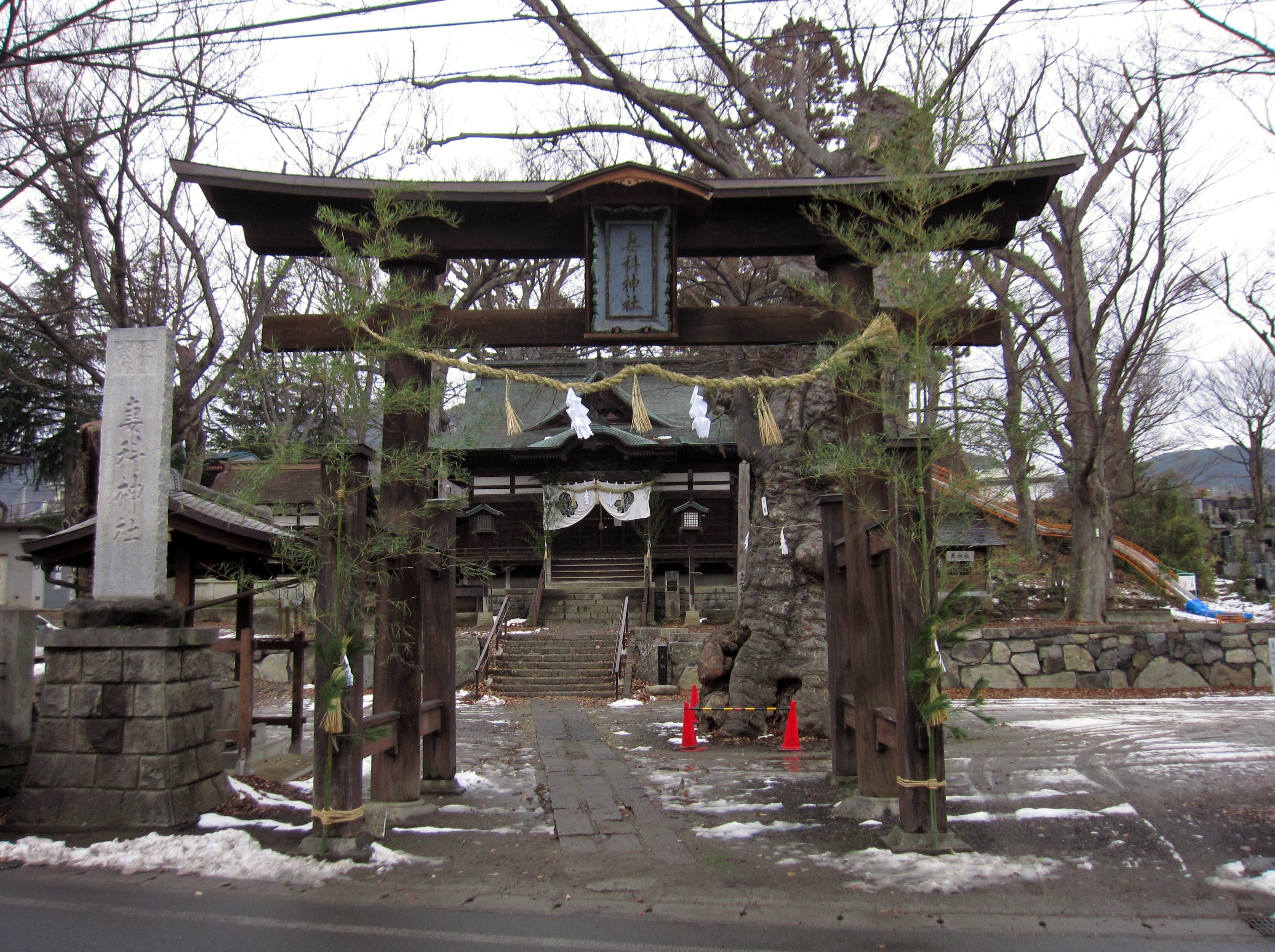
鳥居

善光寺の南西で長野県庁の北側、官公庁が立ち並ぶ県庁通りから一本入った住宅地の一角に鎮座する。
諏訪大社と同様に八坂刀売神（建御名方神の妃神）を祀っており、周辺の健御名方富命彦神別神社（水内大社）・武井神社・湯福神社と同じく諏訪系の神社である。この四社持ち回りで寅年・申年に御柱祭を行なっており、境内には御柱が立っている。
なお、当社の南側は地価公示価格が住宅地としては12年連続（2011年現在）で長野県内一であり、地価関連の報道では「妻科神社南」として頻出する。

## 祭神
主祭神
- 八坂刀売命 （やさかとめのみこと）

建御名方神の后神という。一説には建御名方神の御子神の妻科比売命（つましなひめのみこと）を祭神とする。
相殿神
- 建御名方命 （たけみなかたのみこと）
- 彦神別命 （ひこかみわけのみこと）

相殿神の2柱は、八坂刀売命の夫神「建御名方富命彦神別神」を2神と見た誤りという説がある。一方、彦神別命は建御名方命の御子神の建御名方彦神別命とする考えもある。

## 歴史

### 創建
創建は不詳。社名「妻科」が示すように、当社は水内郡一の大社・健御名方富命彦神別神社（複数の論社あり）の后神の社と伝える。両社をして『日本書紀』持統天皇5年（691年）8月23日条に記載のある「水内神」とみる説もある。
伝承では、建御雷神と争って敗れた建御名方神は出雲から海沿いに逃れて北上した。千曲川を遡って横山（善光寺付近）に辿り着いたところで追撃する建御雷神に迫られて応戦した。この際に后神は裾花川上流のこの地に戦火を逃れて隠れひそんだことから、この名称となったという。なお、この時に建御名方神は再び敗れて負傷し、上田の生島足島神社に逃れて養生をしてから諏訪に至ったのだとも伝える。
文献上の初見は、貞観2年（860年）に神階を賜ったとする『日本三代実録』の記載であるが、「妻科地神」と記されていることから当地の地主神であったと考えられている。かつては本殿裏に接して「御宝塚」という古墳が複数あったと伝えられ西側の「宝塚通り」の道路名にもなっていて、当社はこの古墳への祭祀に発したとも考えられている。「科」は更科・埴科・保科・仁科など信濃によく見られる字で、「妻科」もまた古くからの地名であることを物語っている。なお「つまなしのみや」あるいは「つまなし社」と記載する文献も散見されている。
南方の長野県庁周辺では古代の集落跡（県町遺跡）が発見されており、当社との関係が指摘されている。また神社境内からは黒曜石の鏃が見つかることがある。

### 概史
文献上の初見は『日本三代実録』貞観2年（860年）2月5日条。平安時代中期の『延喜式神名帳』には「信濃国水内郡 妻科神社」と記載され、式内社に列している。古来より当社は武井神社・湯福神社とともに「善光寺三鎮守（善光寺三社）」と称された。
江戸時代には松代藩から社領として2石が寄進された。
明治6年、近代社格制度において郷社に列し、昭和6年に県社に昇格した。

### 神階
- 貞観2年（860年）2月5日、正六位上から従五位下 （『日本三代実録』） - 表記は「妻科地神」、文献上初見
- 貞観5年（863年）2月14日、従五位上 （『日本三代実録』）

## 境内
- 本殿 - 一間社流造で、拝殿裏手の段丘上に立つ。
- 拝殿
- 祝詞殿
- 神饌舎
- 社務所

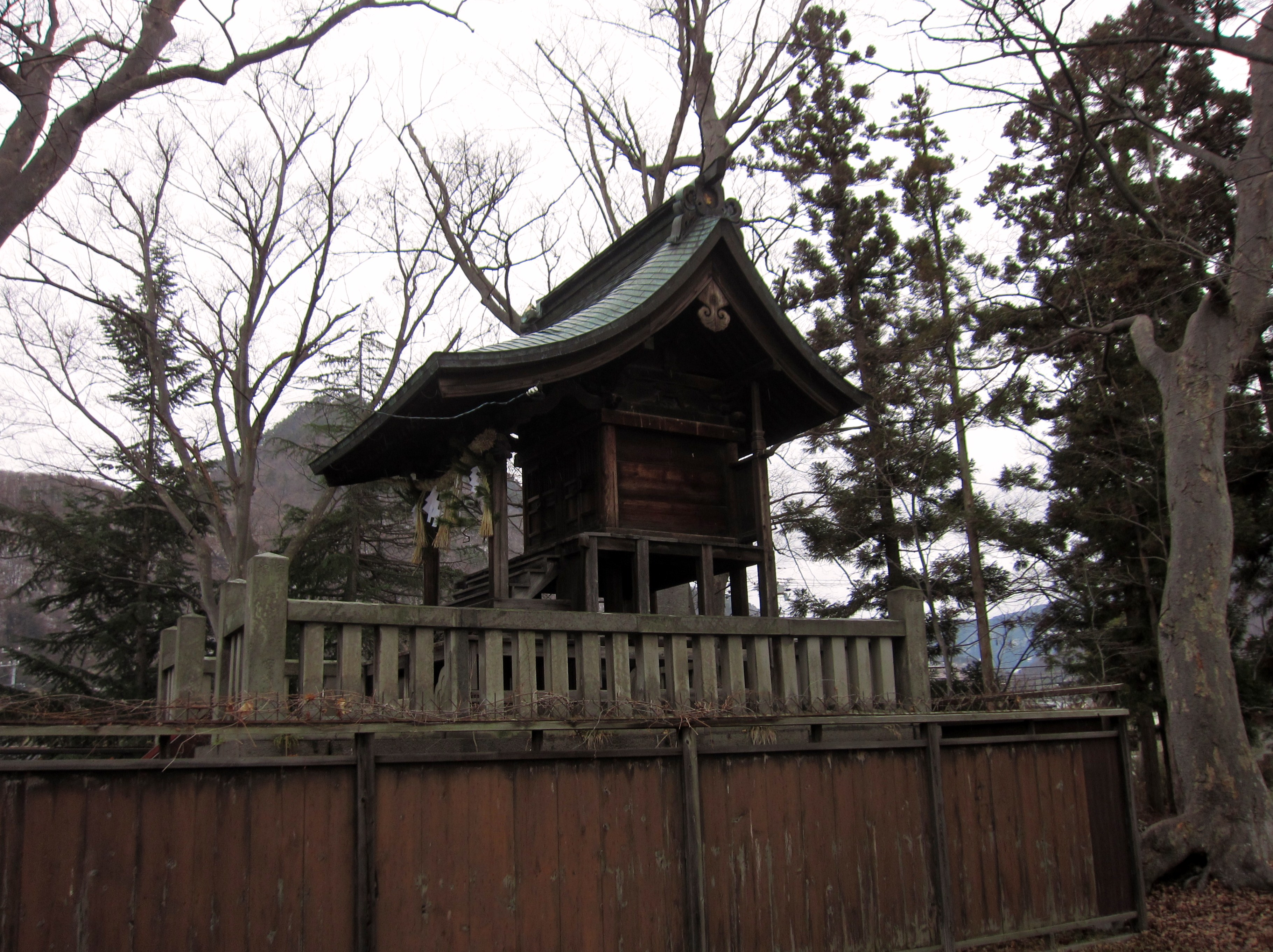
本殿
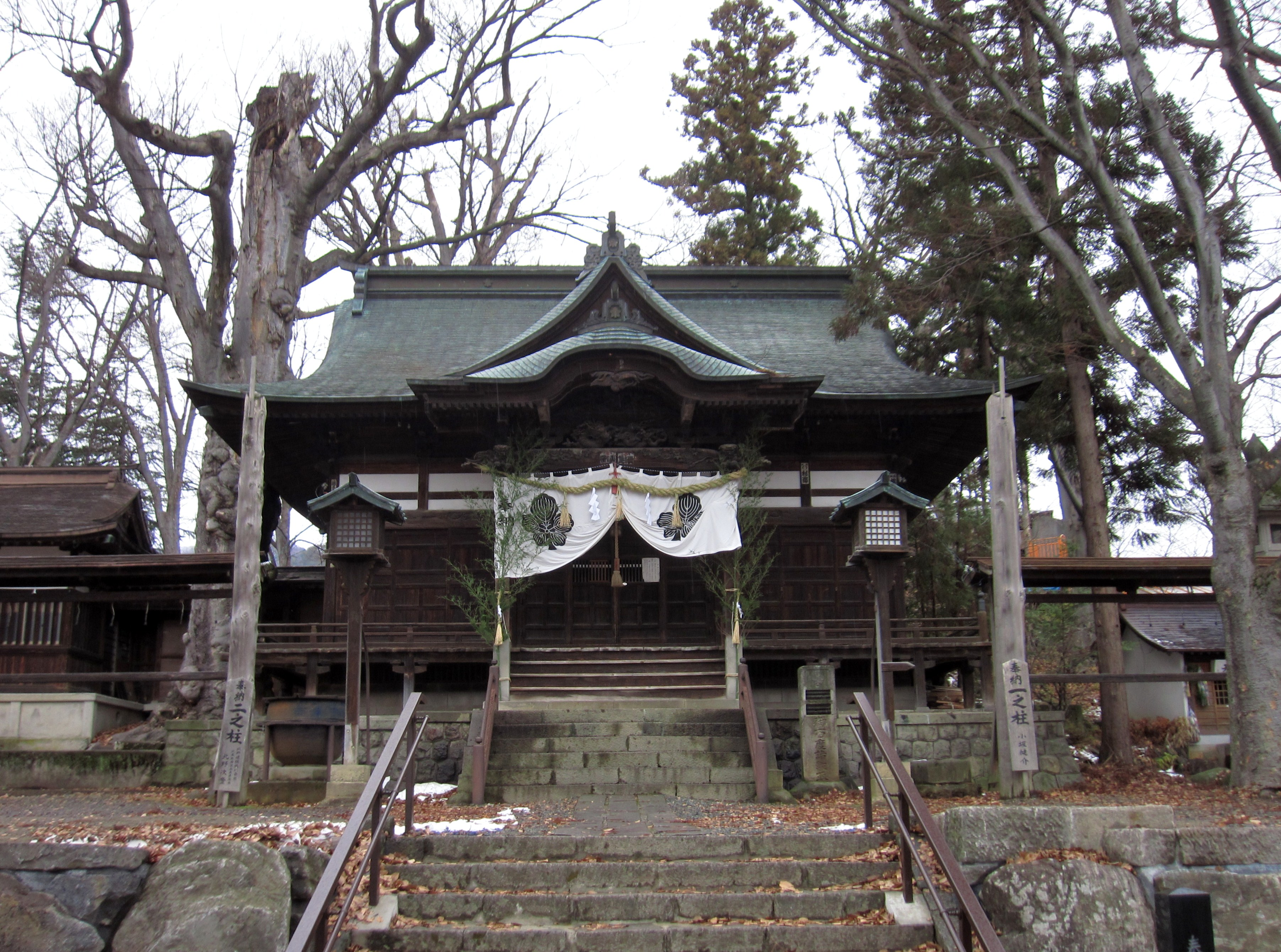
拝殿 左右には御柱。

## 摂末社
- 天神社
- 聖徳社
- 水神社
- 養蚕社

## 現地情報
所在地
- 長野県長野市大字南長野字本郷219-1

交通アクセス
- JR東日本・長野電鉄 長野駅から、市街地循環ぐるりん号（C）で「議員会館前」バス停下車

周辺
- 長野地方裁判所
- 長野県庁舎
- ホテル国際21
- 裾花川